# 蓋 (テレビ番組)
蓋（ふた）は、テレビ東京で2021年9月7日未明から9月27日未明にかけて不定期に放送されたフェイクドキュメンタリー（モキュメンタリー）。

## 番組概要
- 企画

『ハイパーハードボイルドグルメリポート』プロデューサー・ディレクターの上出遼平とヒップホップユニット・Dos Monosのコラボレーションによる番組。EPG情報では「実験的蓋番組」との記述があるほか、テレビ東京の広報サイトには「居場所の話をしようと思いました。」という上出のコメントとともに、「早朝の停波帯で何をしようとしているのかほとんど不明の『上出×Dos Monos』の取り組みにご期待いただければ幸いです。」との局側のコメントが掲載された。
- 内容

ハンディカメラやスマートフォンによる映像と監視カメラのザッピング映像、PC画面のモンタージュで構成されており、説明テロップやナレーションは挿入されない。番組テーマは明言こそされていないものの、放送期間中にリリースされたDos Monosの楽曲『暗渠』『OCCUPIED!』の歌詞が本番組のストーリーを想起させる内容となっているほか、後述のDropboxにアップされたライブ動画では番組に登場する「地下人（ちかんちゅ）」がステージに登場している姿を確認でき、これらの世界観と強い関連性を感じさせるものとなっている。
- 構成

放送話数は全5話。2021年9月7日から14日にかけて放送されたほか、「再放送」が行われたが、その内容は本放送時と比較して大幅に改変されており、上出も自身のTwitterで「再放送」が事実上のサイドストーリーであることを示唆している。当初「再放送」は本来の意味通り全く同じものである予定だったが、本放送が終わった後に上出が考え直し、急遽新作の映像を制作するに至った。

## 放送時刻・放送日程
- 本放送（1周目）
  - 第1話 2021年9月7日（火） 4:10 - 4:20
  - 第2話 2021年9月9日（木） 3:55 - 4:05
  - 第3話 2021年9月11日（土） 3:35 - 3:45
  - 第4話 2021年9月13日（月） 3:46 - 3:56
  - 第5話 2021年9月14日（火） 4:10 - 4:20

- 再放送（1）（2周目）
  - 第1話 2021年9月15日（水）4:05 - 4:15
  - 第2話 2021年9月16日（木）3:55 - 4:05
  - 第3話 2021年9月18日（土） 3:35 - 3:45
  - 第4話 2021年9月20日（月） 3:10 - 3:20
  - 第5話 2021年9月21日（火） 4:10 - 4:20

- 再放送（2）（3周目）
  - 第1話 2021年9月22日（水） 4:05 - 4:15
  - 第2話 2021年9月23日（木） 3:55 - 4:05
  - 第3話 2021年9月25日（土） 3:35 - 3:45
  - 第4話 2021年9月27日（月） 3:10 - 3:20
  - 第5話 2021年9月28日（火） 3:40 - 3:50

## 登場人物
- 少年（演：小島健生）

カメラ付きのラジコンカーを手に入れ、渋谷川の暗渠の撮影を試みる。
- N（演：中井友望）

21歳の女性。カラオケ店員として働くかたわら、「Nちゅーぶ」と題したYouTubeチャンネルを開設しYouTuberとしても活動し始める。最初の企画としてテレビで見た「渋谷川の暗渠」へ潜入取材を敢行し、地下人の家族と交流するが、帰りは逃げるように暗渠を後にする。
- マンション管理人（演：真分喜治）

渋谷川の暗渠の観察をライフワークとし、「シンブンキシャ」のペンネームでブログ『渋谷川暗渠観測記』を執筆している。N同様、暗渠への潜入を試みるが、何者かによる妨害を受ける。
- アングラマン（演：松原啓介）

路上生活者。地上世界と地下世界の橋渡し役であり、地下においては「特権階級」とされる。
- 下水道作業員（演：蒲生純一、佐久間祥朗）

深夜の渋谷の街を作業車で移動する、中年男性の「蒲生」と若い男性「佐久間」の二人組。地下人について何らの事情を知っているものと思われ、暗渠に近づくものを監視するような行動をとる。
地下人（チカンチュ）
渋谷川の暗渠に生息する種族。長い地下生活のために肌は白く、僅かな光でも取り入れられるようにメガネザルのような目をしているが、懐中電灯並みの光にすら耐えられない弱点を持つ。日光を浴びない生活のために脳内のセロトニン生成が阻害されており、成人になると自死を選ぶ傾向が強い。彼らの暮らしでは塩が貴重品であり、その所持量が貧富の差を意味する。地上と地下の橋渡し役で、チカンチュにとって塩を手に入れる唯一の手段であるアングラマンとは永らく共生関係にあったが、アングラマンが私利私欲のために一方的に塩の値段を吊り上げてからは関係が悪化。ある事件を境に、現在は対立関係にある。
- 父（演：岩瀬亮）

中年とおぼしき男性。灰色のパーカーを着用。Nを家に招き入れ、焼いたオタマジャクシを珍味として振る舞う。
- 娘（演：中村柚陽）

10代後半とおぼしき女性。青いパーカーを着用し、地上で拾ってきたと思われるパーティーグッズのたすきを身につけている。潜入取材にやってきたNを「お姉さん」と呼び、地上生活者の暮らしに興味を示す一方、「お姉さんが来たから争いが生まれる」と猜疑心をあらわにする。
- 息子（演：藤原陽人）

小学生低学年程度の背格好。ダンスが好き。
- 母（演：なし）

すでに行方がわからない状態になっている。アングラマンにさらわれたことになっているが、娘だけがそれを疑っている。

## 放送内容
渋谷川の暗渠に生息する「地下人（チカンチュ）」と、その正体に迫ろうとする人物の群像劇。潜入取材を試みるYouTuberの撮影映像や、街中に設置された監視カメラの映像を通じて、その片鱗が少しずつ明らかになっていく。副音声・字幕にデータ無し。

### 本放送
9月7日から9月14日にかけて放送。
- 第1話
  - あるパソコンの画面の中で監視カメラの映像が再生されていく。カメラのネットワークが切り替わるとカラオケ店内の映像になり、様々な登場人物が映る。YouTube用に挨拶の練習をする店員、車で現場に向かう地下道の作業員、カメラ付きラジコンカーを手に入れ喜ぶ少年、文章を打ち込むマンションの管理人、機械室から地下に入り込む男の映像でパソコンがシャットダウンされる。
- 第2話
  - ラジコンカーを手に入れた少年が渋谷川を撮影しようとロープをくくりつけ暗渠を走らせる。しかし奥深くで何者かに遭遇し、ラジコンカーを奪われてしまう。一方「渋谷川暗渠観測記」と題したブログを執筆するマンションの管理人が「渋谷の地下には一つの世界がある」と確信していた。
- 第3話
  - 渋谷川暗渠の最下流を点検して回る下水道作業員2名。映像を撮影しつつ、落ちているゴミやオオグソクムシのような生物を回収する。行き止まりでアングラマンを呼び出し、「アングラマン居住区」の異常の有無を聞き、回収したものを手渡す。
- 第4話
  - NがYouTubeの企画として渋谷川の暗渠に潜入し、地下人家族の父、娘、息子にインタビュー。逆さに置かれたパイロンには塩が詰まっている。父は「いまが旬の食材」という巨大なオタマジャクシをコンロで焼き、Nに振る舞う。Nは興味津々で口にし、「思っている100倍おいしい」と舌鼓を打つ。その直後、父が娘に「おねえちゃん、ラジカセつけて!」と言い出し、音楽に合わせて踊り出す。それをじっと眺めるNだったが、やがて画面が大きく乱れてフリーズし、そのまま終了する。

- 第5話
  - 第1話同様に登場人物が監視カメラに写り込んでいる。寝付けない少年、外で座りこむアングラマン、車内で待機する作業員の佐久間、川を眺めるマンション管理人の映像が流れたあと、Nが（地下家族の住まいから離脱し）暗渠内を焦った表情で歩く様子が再生されている。

### 再放送1
9月15日から9月21日にかけて放送。本放送の映像を「パソコンの中で本放送を録画したファイルを再生する」という演出で再放送したため、本放送と完全に同一ではない。

### 再放送2
9月22日から9月28日にかけて放送。再放送1とは違い、内容が本放送とは大きく異なる。
- 第1話
  - 渋谷川の暗渠から帰ってきたN。撮影こそ実現できたものの「途中で引き返した」という嘘をついて無かったことにしてしまう。気を取り直して今度は「天津飯を食べる」動画を撮影。YouTube上では特にこれといったことは起こらず完食しているように見えるが、編集前の動画は思うように食べることができずに席を立ち、映らないところでわめく様子が記録されていた。
- 第2話
  - 「第一回 蓋クイズ」と題した映像。「これは何の蓋でしょう？」というテロップとともに、ブルーバックの画面に「ペットボトルの蓋」「ホワイトボードマーカーの蓋」「マンホールの蓋」「ブルーインパルス」「アイドルのイラスト」「上司の話を聞きながら居眠りする社員のイラスト」などが次々と映し出され、ときおり「休憩タイム」と称して登山口の「○合目」を示す看板が挿入される。クローズアップされた目の写真も不規則にインサートされるが、この間はなぜかテロップが表示されない。

- 第3話
  - 地下人の家の床に転がされたカメラの映像が延々と流れ、その背後に地下人の娘とNとの会話が聞こえる。娘は「地上では天津飯が人気なんでしょう？」と、NのYouTube動画を見ていることを示唆するが、Nは「会った人がたまたま好きだっただけじゃない？」とはぐらかし、会話が噛み合わない。「なぜ地下にやってきたのか」という娘の問いに、「お父さんがどうしても、って言うから」と答えるN。それを境に娘の語気が強くなり、「お姉さんが来たから争いが生まれる」「お姉さんはいい人なの？ 悪い人なの？」とNを問いただすが、Nからの返事はない。

- 第4話
  - PCの画面上で、本放送時のエピソードを5話から1話へかけて高速で巻き戻す様子が映し出されるが、ときおり不規則にプレイバックし、PCの操作者が何かを確認していることがうかがえる。

- 第5話
  - 監視カメラが地下で生活しているはずの「チカンチュ」の娘が渋谷をうろつく様子を捉えている。一方父は駐車場の片隅でアングラマンと何かを話している。

## 番組連動コンテンツ
番組内に登場するマンション管理人のブログや、Dropboxアカウント、YouTubeチャンネルは実際に開設されており、番組進行にあわせてストーリーのヒントと思しき材料がアップロードされる展開が行われた。
番組内に登場するTwitterアカウントも実際に存在。放送期間中タイムラインに書き込みはなく、番組に言及する書き込みに「いいね」を付けるのみであったが、9月27日分の放送後、今回のストーリーの総括と思しきPDF文章のURLをツイートした。

## スタッフ
- 監督・脚本：上出遼平
- 音楽： Dos Monos
- クリエイティブディレクター： イイヅカタイタン（Dos Monos）
- ディレクター・編集・VFX・デザイン：松野貴仁（maxilla）
- プロデューサー：南浦ソウスケ（maxilla）、田中大地（maxilla）
- 企画：上出遼平、イイヅカタイタン、巡佑太
- エグゼクティブプロデューサー：Yosuke Terabaru、Rie Mamamoto、Kazuya Takahashi、栗田慎太郎（ワーナー・ミュージック・ジャパン）
- ビジネスプロデューサー：木谷健介（GO）
- キャスティングプロデューサー：Sayaka Toma
- アシスタントディレクター・脚本アシスタント：Hiro Itaya（osampo）
- カメラ：JUNPEI SUZUKI
- ロボットカメラ：Tsuyokichi
- 音声：Ryo Hirai（osampo）
- 照明：Masataka Furukawa
- 照明アシスタント：Mizuki Kato
- デザイナー：Tomomi Ueno
- 小道具：Shotaro Shibata
- 特殊メイク効果デザイナー：Yuta Okuyama
- スタイリスト：AIRI ISHITSUKA
- アシスタントスタイリスト：HARU ONODERA
- ヘアメイク：住本彩、Aki Muramatsu
- 制作アシスタント：志萱大輔（osampo）
- 振付：ハラサオリ
- スチル撮影：垂水佳菜
- Special Thanks：Tomo、Cheena
- 音楽協力：ワーナー・ミュージック・ジャパン
- 協力：渋谷ヒカリエクリエイティブスペース「8/」
- 制作著作：テレビ東京